# Daniele Capezzone

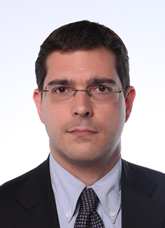
Daniele Capezzone (2013)

Daniele Capezzone (* 8. September 1972 in Rom) ist ein italienischer Journalist und Politiker. Er war 2001–06 Vorsitzender der Radicali Italiani und 2015–17 stellvertretender Vorsitzender der Conservatori e Riformisti.

## Leben
Capezzone studierte Jura an der Privatuniversität LUISS in Rom, brach aber 1997 ab, um sich der Politik zu widmen. Zu der Zeit engagierte er sich bereits seit vier Jahren bei der libertären Bewegung der Radikalen, zudem war er Aktivist der Umweltschutzorganisation Legambiente.
Als die Radikalen sich 2001 als Partei organisierten (Radicali Italiani), wurde Capezzone deren erster Segretario, d. h. Parteivorsitzender. In der Öffentlichkeit wurden allerdings eher die prominenten Parteimitglieder und langjährigen Anführer der radikalen Bewegung Marco Pannella und Emma Bonino als Leader wahrgenommen. Capezzone nahm an Hungerstreikaktionen teil, um gegen die überfüllten italienischen Gefängnisse zu protestieren und warb 2005 für das Referendum zur Liberalisierung von künstlicher Befruchtung und Embryonenforschung.
Auf der Liste Rosa nel Pugno („Rose in der Faust“), zu der sich Radicali Italiani und die sozialdemokratische SDI zusammengeschlossen hatten, wurde Capezzone 2006 in die Camera dei deputati (Abgeordnetenkammer) gewählt. Dort war er Vorsitzender des Ausschusses für Industrie, Handel und Tourismus. Allerdings geriet der überzeugte Wirtschaftsliberale zunehmend in Konflikt mit der parteiintern einflussreichen Gruppe von Marco Pannella, mit dem Bündnispartner SDI und mit der Politik der Mitte-links-Regierung Prodi, der die Radicali angehörten. Er trat 2006 nicht für eine Wiederwahl als Parteivorsitzender an und verließ die Partei schließlich im November 2007, wobei er auch den Ausschussvorsitz im Parlament niederlegte, jedoch sein Mandat als Fraktionsloser behielt.
Im Februar 2008 trat er der damals oppositionellen Partei Forza Italia (FI) von Silvio Berlusconi bei, was er mit seiner Ablehnung der Fiskalpolitik der Regierung Prodi begründete. Zur Parlamentswahl 2008 trat Capezzone nicht an, wurde aber Parteisprecher von Forza Italia, bzw. ab 2009 von der Mitte-rechts-Sammelpartei Popolo della Libertà (PdL), in der FI aufging. Für die PdL wurde Capezzone 2013 erneut in das Abgeordnetenhaus gewählt, bevor sich die Partei wieder in Forza Italia zurück umbenannte. Bis Juli 2015 war er Vorsitzender des Finanzausschusses. Allerdings ging er zunehmend auf Distanz zu Berlusconi und verließ die FI 2015. Er trat der liberal-konservativen Kleinpartei Conservatori e Riformisti (CR) von Raffaele Fitto bei, deren stellvertretender Vorsitzender er wurde. Die CR gingen 2017 in Direzione Italia auf. Zur Parlamentswahl 2018 trat Capezzone nicht mehr an, womit sein Abgeordnetenmandat endete.
Als Journalist war Capezzone von 2001 bis 2007 regelmäßig auf Radio Radicale zu hören. Später schrieb er Artikel, u. a. für die Berlusconi-nahe Tageszeitung Libero, die konservative Washington Times und das Wall Street Journal. Ab 2007 betreute er die sonntägliche Presseschau auf Radio 24. Er schrieb mehrere Bücher, u. a. über Europa sowie 2017 über den Brexit. Seit 2018 ist er für die rechtsliberale Tageszeitung La Verità tätig und zudem einer der Herausgeber der Zeitschrift Atlantico.

## Werke  (Auswahl)
- (als Herausgeber) Referendum e legalità, “Tornare alla Costituzione”. Giappichelli, Turin 2000.
- A radical shock for the 21st century. A United States of Europe and America for a world democracy organisation, to eliminate world-wide obstacles to the individual's right to freedom and democracy. 2003
- Euroghost – Un fantasma si aggira per l’Europa: l’Europa. Rubbettino, Soveria Mannelli (Catanzaro) 2004.
- Democrazia istantanea. Velocità e decisione – quello che anche alla sinistra converrebbe imparare da Berlusconi. Rubbettino, Soveria Mannelli (Catanzaro) 2009.